# Unione Sportiva Ragusa 2002-2003
Questa pagina raccoglie le informazioni riguardanti l'Unione Sportiva Ragusa nelle competizioni ufficiali della stagione 2002-2003.

## Rosa
| N. |                      | Ruolo | Calciatore                |  |
| -- | -------------------- | ----- | ------------------------- |  |
|    | Italia (bandiera)    | D     | Pietro Alderuccio         |  |
|    | Italia (bandiera)    | C     | Alessandro Bonaffini      |  |
|    | Italia (bandiera)    | C     | Carmelo Bonarrigo         |  |
|    | Italia (bandiera)    | C     | Vladimiro Caramel         |  |
|    | Argentina (bandiera) | P     | Nicolas Alejandro Cinalli |  |
|    | Italia (bandiera)    | A     | Marco Cirillo             |  |
|    | Italia (bandiera)    | C     | Giuseppe Correnti         |  |
|    | Italia (bandiera)    | C     | Pietro Cutaia             |  |
|    | Italia (bandiera)    | P     | Antonio Di Giovanni       |  |
|    | Italia (bandiera)    | A     | Gianni Di Rosa            |  |
|    | Francia (bandiera)   | A     | Michel Ehou               |  |
|    | Italia (bandiera)    | C     | Stefano Favata            |  |
|    | Italia (bandiera)    | A     | Giancarlo Ferrara         |  |
|    | Italia (bandiera)    | A     | Claudio Gallicchio        |  |

| N. |                   | Ruolo | Calciatore             |
| -- | ----------------- | ----- | ---------------------- |
|    | Italia (bandiera) | D     | Stefano Guastella      |
|    | Italia (bandiera) | D     | Pietro Infantino       |
|    | Italia (bandiera) | D     | Dario Italia           |
|    | Italia (bandiera) | A     | Vittorio Emanuele Lupo |
|    | Italia (bandiera) | C     | Manolo Manoni          |
|    | Italia (bandiera) | A     | Giovanni Nesta         |
|    | Italia (bandiera) | C     | Gaspare Pellegrino     |
|    | Italia (bandiera) | D     | Francesco Priolo       |
|    | Italia (bandiera) | D     | Simone Tamburro        |
|    | Italia (bandiera) | A     | Domenico Tassone       |
|    | Italia (bandiera) | D     | Graziano Ursino        |
|    | Italia (bandiera) | P     | Corrado Vaccaro        |
|    | Italia (bandiera) | D     | Francesco Vidigni      |